# 간나베정
간나베정(일본어: 神辺町)은 일본 히로시마현 동부에 있던 정이다.
후쿠야마시와 오카야마현에 둘러싸인 마을로, 후쿠야마시의 베드타운이었다. 1975년 이후에는 후카야스군의 유일한 자치단체가 되었다. 2006년 3월 1일 인접한 후쿠야마시에 편입되어 소멸하였으며, 합병 후의 지명은 「히로시마현 후쿠야마시 간나베정」에 해당한다.

## 역사
- 1929년 3월 1일 - 2촌이 대등합병해 간나베정이 성립하였다.
- 2006년 3월 1일 - 후쿠야마시에 편입되었다. 77년간의 마을 정치에 종지부를 찍었다. 동시에 107년간 이어온 후쿠야스군과 함께 소멸함에 따라 역사에 막을 내렸다.

## 교통

### 철도
- 서일본 여객철도
  - 후쿠엔 선
- 이바라 철도
  - 이바라 선

### 도로
- 국도 182호선
- 국도 제313호선 (일본)(일본어판)
- 국도 제486호선 (일본)(일본어판)

## 출신
- 고하라 하루카 - 가수, 아이돌 그룹 sdn48의 전 맴버
- 다카하시 신이치로 - 전 프로축구 선수, 사커 공격수